# Sforzesca
Sforzesca is een plaats (frazione) in de Italiaanse gemeente Vigevano.